# Eurodistrict SaarMoselle
 (décembre 2022).
 (décembre 2022).
SaarMoselle est un groupement européen de coopération territoriale (GECT) franco-allemand créé au sein de l'agglomération transfrontalière Sarrebruck-Forbach le 6 mai 2010.
Il a été créé pour encadrer le développement du territoire en bassin de vie transfrontalier, et peser davantage au niveau européen.

## Historique
La coopération transfrontalière commence dès 1997 avec la création de l’association Zukunft SaarMoselle Avenir, qui regroupe des communes et des intercommunalités de la région frontalière. Le but de l’association est de structurer et de développer la coopération transfrontalière.
En 2003, pour les 40 ans du Traité d'amitié franco-allemand, un appel commun fut lancé par les gouvernements allemand et français en faveur de la création d’Eurodistricts franco-allemands. En réponse à cet appel, une déclaration commune en vue de la création d’un Eurodistrict Saarbrücken-Moselle Est fut signée en 2004 par plus de 600 élus de l’agglomération transfrontalière.
Entre 2005 et 2008, les travaux préparatifs visant à la création d'un GECT eurent lieu. En 2009, les futurs membres ont délibéré afin de définir les statuts du GECT. Celui-ci fut créé le 6 mai 2010.

## Composition
L’Eurodistrict SaarMoselle compte près de 600 000 habitants répartis entre la Communauté urbaine de Sarrebruck (Regionalverband Saarbrücken) et cinq intercommunalités de l’Est mosellan (la Communauté d'Agglomération de Forbach Porte de France, la Communauté d'Agglomération Sarreguemines Confluences, la Communauté d’Agglomération Saint-Avold Synergie, les Communautés de Communes de Freyming-Merlebach et celle du Warndt). Si l’on prend en considération les membres associés ainsi que les régions voisines, alors ce territoire représente un bassin de vie transfrontalier d’un million d’habitants.

## Missions
Le GECT a pour mission de réaliser des projets transfrontaliers dans les domaines de compétences que ses membres ont mis en commun. Il promeut la région auprès des entreprises et des institutions régionales, nationales et européennes. Enfin, le GECT diffuse des informations concernant les projets de coopération sur le territoire de ses membres.
Parmi les projets mis en œuvre, se trouvent :
- En matière de tourisme et de loisirs, il existe deux circuits de randonnées et 380 km de pistes cyclables Vélo Visavis ;
- En matière de transports, une ligne de bus transfrontalière a été mise en place, qui relie Saint-Avold à Sarrebruck (la ligne MS1[3]) ;
- En matière d'enseignement, le bilinguisme est promu, avec la création d'une licence de droit franco-allemande à l'antenne universitaire de Sarreguemines. De même, des projets existent afin de favoriser l'apprentissage des deux langues dès l'enfance ;
- En matière de recherche et d'innovation, le « Territoire d’énergie Warndt-Val de Rosselle » doit innover dans les technologies liées à la méthanisation, aux biogaz et la production d'hydrogène ;
- En matière de santé, une plate-forme d'échanges et de gestion des urgences transfrontalières entre le Land de la Sarre et la Moselle-Est a été mis en place pour le traitement partagé des urgences médicales.

## Organes et fonctionnement

### Président et vice-président

#### Désignation
Le président et le vice-président sont choisis par l'Assemblée pour un mandat de deux ans. La présidence alterne entre la partie française et la partie allemande. En cas de défection du président, le vice-président assure l’intérim jusqu'à la nouvelle élection du président, qui doit avoir lieu lors de la réunion de l'Assemblée suivante.

#### Compétences
Le président préside l'Assemblée du GECT, la convoque et en suspend les séances. Il arrête l'ordre du jour de l'Assemblée. De même, il convoque les réunions du Comité directeur.
Enfin, il exerce une fonction de représentation du GECT auprès des instances européennes, nationales et régionales, ainsi qu'en justice.

### Assemblée

#### Composition
L'Assemblée se compose de 62 membres, répartis de manière égale entre représentants allemands et français du GECT.

#### Fonctionnement
L'Assemblée se réunit au moins deux fois par an, sur convocation du Président. Celui-ci arrête l'ordre du jour, qui est inscrit sur les convocations envoyées au moins 15 jours avant la date prévue de la réunion.
Les décisions sont adoptées à la majorité des représentants présents. En cas d'égalité, le président – ou, en cas d'absence, le vice-président – ont une voix prépondérante.

#### Compétences
L'Assemblée ne peut délibérer que sur les questions qui ont été inscrites à l'ordre du jour. Chaque année, elle adopte un programme de travail visant à donner une ligne directrice à sa gestion du GECT. De même, elle détermine l'agenda de ses réunions. Elle élit le président, le vice-président, ainsi que les membres du Comité directeur. Elle discute de l'admission de nouveaux membres.
L'Assemblée est responsable de déterminer les contributions financières de ses membres et d'adopter le budget annuel.

### Comité directeur
Le Comité directeur se compose du président, du vice-président, de six représentants allemands issus de l'Assemblée et de six représentants français qui en sont aussi issus. Leur mandat est de deux ans. Il se réunit au moins quatre fois par an. Les décisions du Comité directeur sont adoptées à la majorité simple de ses membres.
Il a pour fonction de préparer les sessions de l'Assemblée en fixant le lieu de réunion, ainsi qu'en examinant les dossiers à l'ordre du jour. Il a aussi pour fonction de mettre en œuvre les décisions du GECT.
De même, il nomme le directeur général des services qui dirige le personnel du groupement, lequel est assimilé au droit public français de la fonction publique territoriale (FPT).

## Budget
Le budget se répartit au prorata de la population. Il est financé par une ponction de 0,8 € par habitant pour chacune des intercommunalités adhérentes. À cela s'ajoutent des crédits de financement européen Interreg alloués aux différents projets menés par ou dans le cadre de l'Eurodistrict.

## Sources

## Compléments